# ジェイソン・レメセイロ
ジェイソン（Jason）こと、ダビド・レメセイロ・サルゲイロ（David Remeseiro Salgueiro  ,  1994年7月6日 - ）は、スペインガリシア州ア・コルーニャ県ア・コルーニャ出身のプロサッカー選手。プリメイラ・リーガ・FCアロウカに所属している。ポジションはMF、FW。

## 来歴
2007年にデポルティーボ・ラ・コルーニャのカンテラに入団。以降ラシン・フェロルなどを経て2012年にレバンテUDに入団。2012-13シーズンにBチームでプロデビュー。2013年7月に2年契約を締結するも、翌2014年から2シーズンは、ビジャレアルCF Bやアルバセテ・バロンピエにローン移籍でプレーした。
プレイヤーネームとなっている愛称"JASON (ジェイソン）"は、自身のプレースタイルであるその走るスピードの速さからF1ドライバーのジェンソン・バトンにちなみ愛称となり、それがプレイヤーネームとして定着したものである。
2016-17シーズンからトップチームに定着。2016年8月21日のCDヌマンシア戦でプロ初ゴールを記録。同シーズンはセグンダ・ディビシオンで2位で終え、1年でラ・リーガに復帰。2017-18シーズンは14位で終え、リーガ残留に貢献した。
2018年10月1日のデポルティーボ・アラベス戦で、リーガ初ゴールを記録し、2-1で勝利。10月20日のレアル・マドリード戦では、敵地エスタディオ・サンティアゴ・ベルナベウでの2-1の大金星に貢献した。
2019年7月1日、バレンシアCFと2022年までの契約を締結。ヘタフェCFへローン移籍することが発表された。
2022年1月3日、デポルティーボ・アラベスに3年半契約で移籍した。
2023年7月、FCアロウカに移籍した。